# Safi Airways
Safi Airways (перс. خطوط هوایی صافی‎) — упразднённая частная афганская авиакомпания со штаб-квартирой в Кабуле, выполнявшая регулярные внутренние и международные пассажирские перевозки.

## Общие сведения
Авиакомпания была основана в 2006 году афганским бизнесменом Рахимом Сафи и изначально была ориентирована на предоставление услуг самого высокого уровня как на внутренних, так и на международных авиалиниях. Представительство Safi Airways находилось в бизнес-центре города Дубай (Объединённые Арабские Эмираты).
Safi Airways эксплуатировала самолёты концерна Airbus — A320-212, A340-311 и концерна Boeing — Boeing 767-200ER. Директорат авиакомпании состоял из опытных специалистов и управленцев в области коммерческих авиационных перевозок из Германии и Бельгии, а пилоты набираюлись на сезонные контракты из стран Европейского союза и Соединённых Штатов Америки.
5 сентября 2016 года афганские власти распорядились остановить операционную деятельность Safi Airways по причине невыплаченной задолженности авиакомпании.

## Маршрутная сеть
В январе 2011 года авиакомпания Safi Airways выполняла регулярные рейсы по следующим пунктам назначения:
| †   | Базовый    |
| [T] | Отменённые |

| Город     | Страна     | ИАТА | ИКАО | Аэропорт                             | Ссылки | Примечания |
| Дубай     | ОАЭ        | DXB  | OMDB | Международный аэропорт Дубай         | [ 6 ]  |            |
| Франкфурт | Германия   | FRA  | EDDF | Международный аэропорт Франкфурта[T] | [ 7 ]  |            |
| Кабул     | Афганистан | KBL  | OAKB | Международный аэропорт Кабула †      | [ 6 ]  | Базовый    |

### Партнёрские соглашения
Safi Airways имела код-шеринговые соглашения со следующими авиакомпаниями:
- Emirates
- Qatar Airways
- United Airlines
- Delta Air Lines
- Lufthansa
- Air China

## Флот
В октябре 2016 года воздушный флот авиакомпании Safi Airways составляли следующие самолёты:
| Тип самолёта     | В эксплуатации | Заказано | Пассажирских мест | Пассажирских мест | Пассажирских мест | Примечания  |
| Тип самолёта     | В эксплуатации | Заказано | J                 | Y                 | Всего             | Примечания  |
| ---------------- | -------------- | -------- | ----------------- | ----------------- | ----------------- | ----------- |
| Airbus A320-200  | 8              | —        | 12                | 132               | 144               |             |
| Boeing 767-200ER | 7              | —        | 12                | 196               | 208               | На хранении |
| Всего            | 15             | 0        |                   |                   |                   |             |

6 июля 2009 года авиакомпания объявила о планируемой замене самолётов Boeing 737-300 на лайнеры Airbus A319 или Boeing 737-700, а также о приобретении Airbus A330 для работы на средне- и дальнемагистральных маршрутах.
5 ноября 2009 года флот Safi Airways пополнился дальнемагистральным самолётом Airbus A340-311.